# Meyer Shank Racing
Meyer Shank Racing (voorheen Michael Shank Racing) is een Amerikaans raceteam dat deelneemt aan de IndyCar Series en het IMSA SportsCar Championship.

## Geschiedenis

### Formule Atlantic
In 1999 was Michael Shank de teameigenaar van Shank Racing in de Formule Atlantic. Zijn coureur Sam Hornish jr. won dat jaar de Rookie of the Year-titel. Shank werd zelf tweemaal uitgeroepen tot de beste teameigenaar van het jaar in de klasse.

### Sportwagens
In 2004 debuteerde Michael Shank Racing in de Daytona Prototype-klasse van de Rolex Sports Car Series. Coureurs Oswaldo Negri jr. en Burt Frisselle werden gezamenlijk twaalfde in het kampioenschap. In 2006 werden Negri, Justin Wilson, A.J. Allmendinger en Mark Patterson tweede in de 24 uur van Daytona. Dat jaar wonnen zij de race op het Miller Motorsports Park. In 2006 en 2007 werd het team achtste in de stand; in 2007 waren Negri en John Pew de coureurs.
In 2008 won Michael Shank Racing de eerste race op het New Jersey Motorsports Park en de laatste race op Miller en werden zij tiende in de eindstand. In 2009 werden zij achtste, in 2010 tiende en in 2011 zesde. In 2012 won het team de 24 uur van Daytona met Allmendinger, Wilson, Pew en Negri.
In 2014 fuseerde de Rolex Sports Car Series met de American Le Mans Series en vormden zij samen het United SportsCar Championship. Michael Shank Racing kwam uit in deze klasse met een Riley Ford Ecoboost DP met Pew en Negri als coureurs. In 2015 en 2016 nam het team deel met een Ligier JS P2-HPD. In 2016 won het races op Laguna Seca en in Petit Le Mans.
In 2017 stapte Michael Shank Racing over naar de GT Daytona-klasse. Het nam deel aan deze klasse met fabriekssteun en twee auto's van Acura NSX, die werden bestuurd door Negri, Jeff Segal, Andy Lally en Katherine Legge. Het team behaalde twee zeges op Belle Isle Park en Watkins Glen International. In 2018 won het team op Belle Isle en Laguna Seca en werd het tweede in het kampioenschap. In 2019 behaalde het team een zege op Watkins Glen en twee vierde plaatsen en werd het voor het eerst kampioen, met Mario Farnbacher en Trent Hindman als coureurs.

### IndyCar
In 2012 had Michael Shank Racing het plan om deel te nemen aan de IndyCar Series. Het team had een Dallara aangeschaft en zou deelnemen onder de naam MSR Indy, waarbij Allmendinger en Brian Bailey zouden optreden als eigenaar van het team. Het team zou oorspronkelijk motoren van Lotus gebruiken, terwijl Jay Howard tijdens de Indianapolis 500 de auto zou besturen. Alhoewel het team voldoende sponsorgeld had, was de motor van Lotus niet competitief, waardoor zij niet deel zouden nemen aan het kampioenschap. In februari 2013 kondigde het team aan dat zij het chassis had verkocht aan Sam Schmidt Motorsports en dat zij een samenwerking aan wilde gaan met een ander team om dat jaar alsnog deel te kunnen nemen aan de Indianapolis 500. Dit ging uiteindelijk niet door.
In 2017 debuteerde Michael Shank alsnog in de IndyCar Series, in samenwerking met Andretti Autosport. Coureur was Jack Harvey, die uitviel nadat hij de brokstukken van een ander ongeluk niet kon ontwijken. In 2018 reed Harvey zes races voor Meyer Shank in samenwerking met Schmidt Peterson Motorsports, waaronder in de Indianapolis 500. In 2019 reed Harvey tien races en behaalde het eerste IndyCar-podium voor het team in de race op het binnencircuit van de Indianapolis Motor Speedway.
In 2020 reed Meyer Shank Racing voor het eerst een volledig seizoen in de IndyCar Series met Harvey als coureur. Hij eindigde regelmatig in de top 10 en werd met 288 punten vijftiende in het kampioenschap. Op 2 oktober van dat jaar werd aangekondigd dat Liberty Media een minderheidsinvestering in het team heeft gedaan.
In 2021 reed Hélio Castroneves een aantal races in de tweede auto van Meyer Shank naast Harvey, waaronder de 2021 Indianapolis 500. Castroneves wist deze race te winnen; niet alleen was het zijn vierde Indy 500-zege, waarmee hij op gelijke hoogte komt met het record, maar was het ook de eerste zege van het team in de IndyCar Series. Harvey behaalde daarnaast nog een aantal top 10-finishes en werd met 308 punten dertiende in de eindstand.
In 2022 komen Castroneves en Simon Pagenaud uit voor het team.